# جانی کیس
جانی کیس (انگلیسی: Johnnie Keyes؛ زاده ۲۱ فوریه ۱۹۴۰ - درگذشته ۳ ژوئن ۲۰۱۸) یک بازیگر پورنوگرافی، بازیگر تئاتر موزیکال و بوکسور آفریقایی‌تبار اهل ایالات متحده آمریکا بود.
او در فیلم رده ایکس بازی کرده‌است.